# I'm Like a Bird
"I'm Like a Bird" er en sang skrevet af den canadiske singer-songwriter Nelly Furtado, og produceret af Gerald Eaton og Brian West, som var den første udgivne single fra hendes debutalbum Whoa, Nelly!.
For singlen modtog Furtado en Grammy for Bedste Vokale Pop-Præstation af en Kvinde i 2002, der blandt andet blev nomineret til en Grammy Award for årets sang.
Sangen blev akkompagneret af en musikvideo instrueret af Francis Lawrence.

## Hitlister
| Hitliste (2000-2001)                             | Højeste placering |
| ------------------------------------------------ | ----------------- |
| Australien (ARIA)                                | 2                 |
| Østrig (Ö3 Austria Top 40)                       | 41                |
| Belgien (Ultratop 50 Flanderen)                  | 16                |
| Belgien (Ultratop 50 Vallonien)                  | 19                |
| Brasilien (ABPD)                                 | 3                 |
| Canada (Canadian Hot 100)                        | 1                 |
| Danmark (Track Top-40)                           | 13                |
| Frankrig (SNEP)                                  | 33                |
| Tyskland (Official German Charts)                | 41                |
| Irland (IRMA)                                    | 4                 |
| Italien (FIMI)                                   | 16                |
| Holland (Single Top 100)                         | 8                 |
| New Zealand (RIANZ)                              | 2                 |
| Norge (VG-lista)                                 | 17                |
| Portugal (Portuguese Singles Chart)              | 4                 |
| Rumænien (Romanian Top 100)                      | 24                |
| Sverige (Sverigetopplistan)                      | 16                |
| Schweiz (Schweizer Hitparade)                    | 17                |
| Storbritannien Singles (Official Charts Company) | 5                 |
| USA Billboard Hot 100                            | 9                 |
| USA Mainstream Top 40 (Billboard)                | 6                 |
| USA Adult Top 40 (Billboard)                     | 5                 |
| USA Adult Contemporary (Billboard)               | 26                |